# مارشفیلد (حوزه سرشماری)، ماساچوست
مارشفیلد (به انگلیسی: Marshfield) یک منطقهٔ مسکونی در ایالات متحده آمریکا است که در شهرستان پلیموث، ماساچوست واقع شده‌است. مارشفیلد ۱۳٫۴ کیلومتر مربع مساحت و ۴٬۳۳۵ نفر جمعیت دارد و ۵ متر بالاتر از سطح دریا واقع شده‌است.